# Mali i Thatë
Das Gebirge Mali i Thatë (deutsch „Trockener Berg“) liegt im Südosten Albaniens. Es schließt sich südlich an das auf dem Gebiet von Nordmazedonien liegende Galičica-Gebirge an und trennt wie ebendieses das Becken des Ohridsees vom Prespabecken. Im Südwesten und Süden schließt der Mali i Thatë die Presparegion gegen die Hochebene von Korça ab. Die östlichen Hänge des Gebirges gehören teilweise zum Prespa-Nationalpark. 
Mit 2287 m ü. A. ist die Pllaja e Pusit der höchste Berg des Gebirges. Nur an einer Stelle im Süden quert eine Straße den Gebirgszug am Zvezda-Pass (albanisch Qafa e Zvezdës). Der 1099 m ü. A. hochgelegene Pass verbindet Pustec (Liqenas) am Prespasee mit der Stadt Korça. Unmittelbar östlich der Passhöhe erhebt sich der 1768 m ü. A. hohe Mali i Ivanit. 
Den Namen Trockener Berg trägt das Gebirge zu Recht, denn tatsächlich gibt es in diesen Bergen kaum Wasserquellen und kein einziger größerer Bach entspringt hier. 
In dem Gebirge leben viele Wölfe, und gelegentlich werden im Norden an der Grenze zu Nordmazedonien auch Bären beobachtet.

## Ökologische Probleme
Waren die mittleren Höhenlagen in der Vergangenheit dicht mit Eichenmischwald bestanden, ist Mali i Thatë heute größtenteils entwaldet. Die Bewohner der umliegenden Dörfer haben ihr Brennmaterial schon immer aus dem Wald bezogen, und bis heute wird dort mit Holz geheizt und gekocht. Weit schwerer wurde der Wald aber durch die im großen Stil organisierte illegale Abholzung geschädigt. Dies geschah vor allem in den Jahren 1991–1998, als die Staatsmacht in Albanien besonders geschwächt war und nicht zuletzt auch die weit verbreitete Korruption das Ihrige dazu beitrug, dass der Schutz des Waldes unmöglich war. Als die großen alten Bäume einmal abgeholzt waren, wurde zudem die natürliche Regeneration verhindert, weil man viele Ziegen an den Hängen weiden ließ, die die jungen Bäume kahl fraßen. Mittlerweile bemüht man sich zumindest auf dem Gebiet des Prespa-Nationalparks um den Schutz der Bäume. Allerdings wird wegen der Erosion an viele steilen Hängen kein Wald mehr nachwachsen. Alte Baumbestände gibt es heute noch in der besonders abgelegenen Gegend westlich des Dorfes Gorica e Madhe. Zwischen diesem Ort und Gollomboç wächst inzwischen ein von den Park-Rangern geschützter Sekundärwald heran.
Am Zvezda-Pass wird Kalk gebrochen und an Ort und Stelle auch gebrannt. Dadurch ist die Gegend teilweise verwüstet, hinzu kommen die starken Emissionen der Brennöfen.    